# Макурин, Алексей Васильевич
Алексей Васильевич Макурин (род. 28 апреля 1972, Стерлитамак, Башкирская АССР) — спортсмен. Мастер спорта России международного класса (1994) по лёгкой атлетике.

## Биография
Макурин Алексей Васильевич родился 28 апреля 1972 года в Стерлитамаке. В школе в 1979 году был отобран учиться в спортивном классе. В семнадцать лет остался без родителей.
В спорте Алексей специализировался по прыжкам в высоту, хотя имел невысокий рос — 168 см, прыгая на 180 см. Используя методику прыгуна Рустама Ахметова (г. Бердичев), Алексей, стараясь увеличить свой рост, подолгу висел на перекладине. В 1990 году, когда его взяли в сборную России, то имел рост 186 сантиметров и вес — 83 килограмма, за что друзья называли его «летающим шифоньером».
В 1995 году окончил Стерлитамакский педагогический институт, в 2004 году — Стерлитамакский институт физической культуры.
Занимался спортом в СДЮШОР г. Стерлитамака, в ФСО «Динамо» у тренеров А. А. Пономаренко и Р. А. Салеева. Когда не стало тренера Салеева, Алексей тренировался у тренера сборной России по Башкортостану Анвара Агеева.
В 1990 году был членом сборной команды СССР , в 1992 году — членом сборной СНГ (1992), в 1993—1999 года — сборной команды России. Установленный им в 1996 году рекорд Башкортостана по прыжкам в высоту — 2 метра 32 сантиметра, до сих пор держится.
В настоящее время работает спорторганизатором в стерлитамакской пожарной части.
Семья: женился, двое детей.

## Достижения
- Победитель международных соревнований «Мемориал братьев Знаменских» в Москве (1993);
- Победитель Молодёжных олимпийских игр (1991);
- Чемпион СССР (1990—1991) и СНГ (1992) среди юниоров по прыжкам в высоту.[1][2]